# Vegaøyan
Vegaøyan (norueguês), ou o arquipélago de Vega (em tradução), é um grupo de ilhas no mar norueguês que corresponde aproximadamente ao município de Vega. Desde 2004, tem sido um Patrimônio Mundial da UNESCO. Este conjunto tem cerca de 6.500 ilhas pequenas no condado de Nordland, ao sul do círculo ártico, que rodeiam a principal ilha de Vega e foi habitada desde a Idade da Pedra.

## Descrição
As ilhas dão testemunho de um estilo de vida frugal distintivo, baseado na pesca e na criação de patos eider, num ambiente inóspito. Há vilas de pescadores, cais, casas (construídas para ninhos dos eiders), terras agrícolas, e faróis. Há evidências de assentamentos humanos desde a Idade da Pedra. No século IX, as ilhas tornaram-se um importante centro de abastecimento de penugem, o que parece ter representado cerca de um terço da renda das ilhas.
O arquipélago de Vega reflete a forma como gerações de pescadores/agricultores, ao longo dos últimos 1500 anos, mantiveram uma vida sustentável numa paisagem marinha inóspita perto do Círculo Polar Ártico, com base na prática agora única de coletar eiders, e também celebrar a contribuição feita pelas mulheres no processo de penugem dos eiders.
O acesso ao arquipélago é por ferry boat ou barco a partir da cidade de Brønnøysund no município de Brønnøy, onde pode ser chegado por avião ou por estrada.

### Fturtfytytffytugufgyufyhytfhcgjy é uma Área importante para os pássaros
O arquipélago foi identificado como uma Área Importante para Preservação de Aves (IBA) pela BirdLife International, porque suporta populações de gansos-bravos, ganso-de-faces-brancas, eiders comuns, mobelha-grande, corvo-marinho-de-faces-brancas, corvo-marinho-de-crista, águia-rabalva, pilrito-escuro e airo-de-asa-branca.